# Фламенг, Франсуа
Франсуа Фламенг (Фламан; фр. François Flameng; 6 декабря 1856, Париж — 28 февраля 1923, там же) — французский художник, один из самых модных живописцев Прекрасной эпохи.

## Биография
Сын известного гравёра Леопольда Фламенга (Фламана). Учился в парижской Школе изящных искусств у Александра Кабанеля, занимался также у Жан-Поля Лорана и Эдмона Эдуэна. Изначально был известен своими картинами на историческую тематику и портретами. Со временем получил широкое признание, стал профессором Академии изящных искусств и кавалером ордена Почётного легиона. Его росписи украшали такие здания, как Сорбонна и Опера-Комик. Также создавал афиши и рекламные плакаты, разрабатывал дизайн банкнот французского франка.
Чрезвычайно разноплановое художественное наследие Фламенга этого периода включает в себя: множество портретов, в основном женских, в том числе, представительниц царской семьи и русской аристократии; исторические жанровые картины на сюжеты из XVIII века, как до, так и после французской революции (причём художника особенно интересовало трагическое столкновение двух миров: старого, аристократического, и нового, буржуазного); исторические и батальные картины на сюжеты из наполеоновской эпохи; обыкновенные для конца XIX века жанровые сцены, запечатлевшие жизнь представителей высшего общества современного художнику Парижа; а также книжные иллюстрации, плакаты, афиши, эскизы.
В годы Первой мировой войны резко меняется как тематика его работ, так и стиль. За правдивую и аскетичную батальную живопись, запечатлевшую неприглядные будни фронта, Фламенг был избран почётным президентом Общества художников-баталистов. Его работы до сих пор считаются реалистичными документальными свидетельствами Первой мировой войны. С другой стороны, ряд критиков-современников высмеивали картины Фламенга, как чересчур реалистичные и недостаточно героические по стилю. Большинство работ военного цикла были подарены художником парижскому Музею армии в 1920 году.
Франсуа Фламенг женился в 1881 году. Его дочь стала женой известного теннисиста Макса Декюжи.
Целый ряд картина Фламенга находится в собрании Государственного Эрмитажа в Санкт-Петербурге. Часть из них экспонируются в здании Главного штаба.

## Галерея

### XVIII век

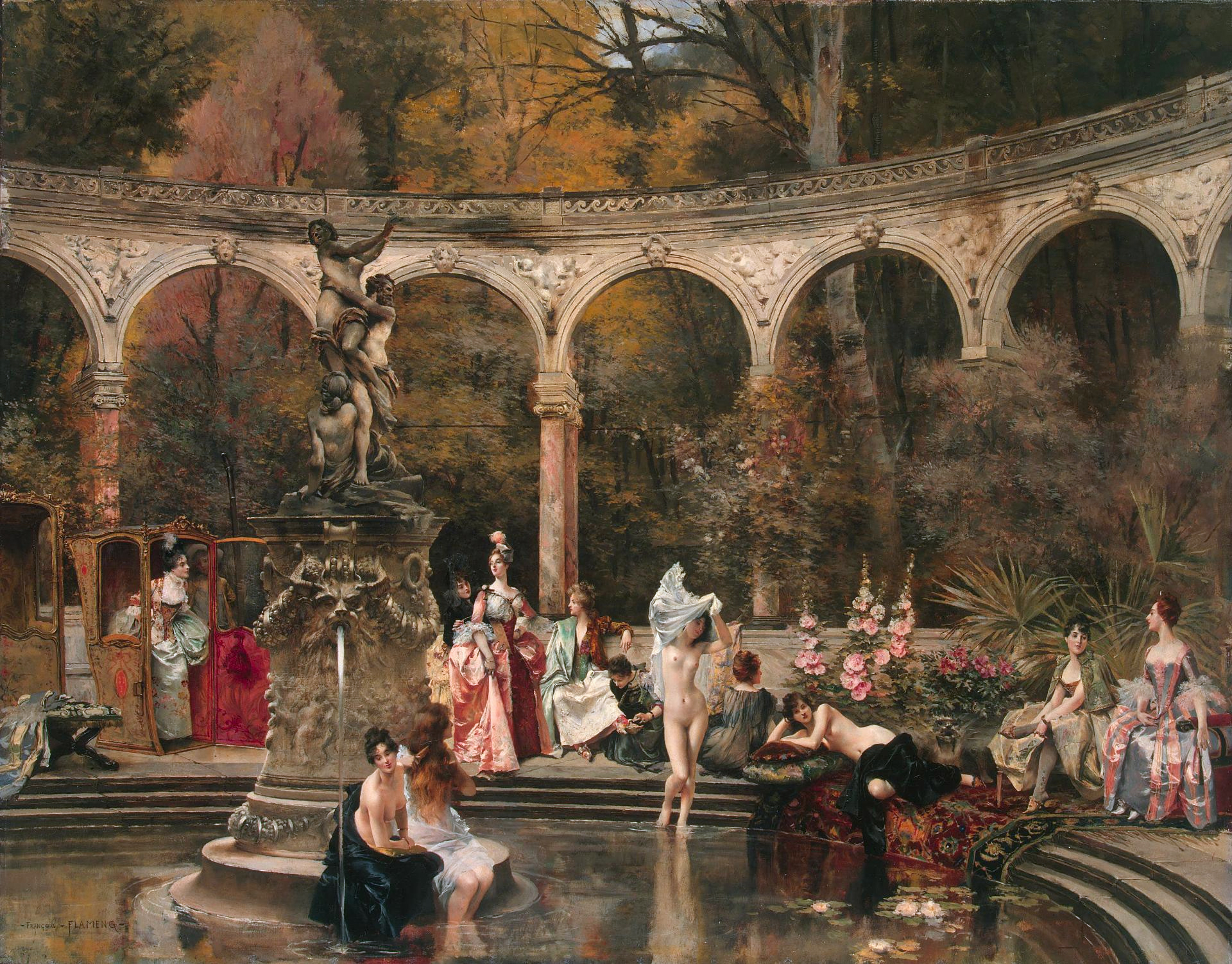
Купание придворных дам, сцена из XVIII века (1888). Государственный Эрмитаж.
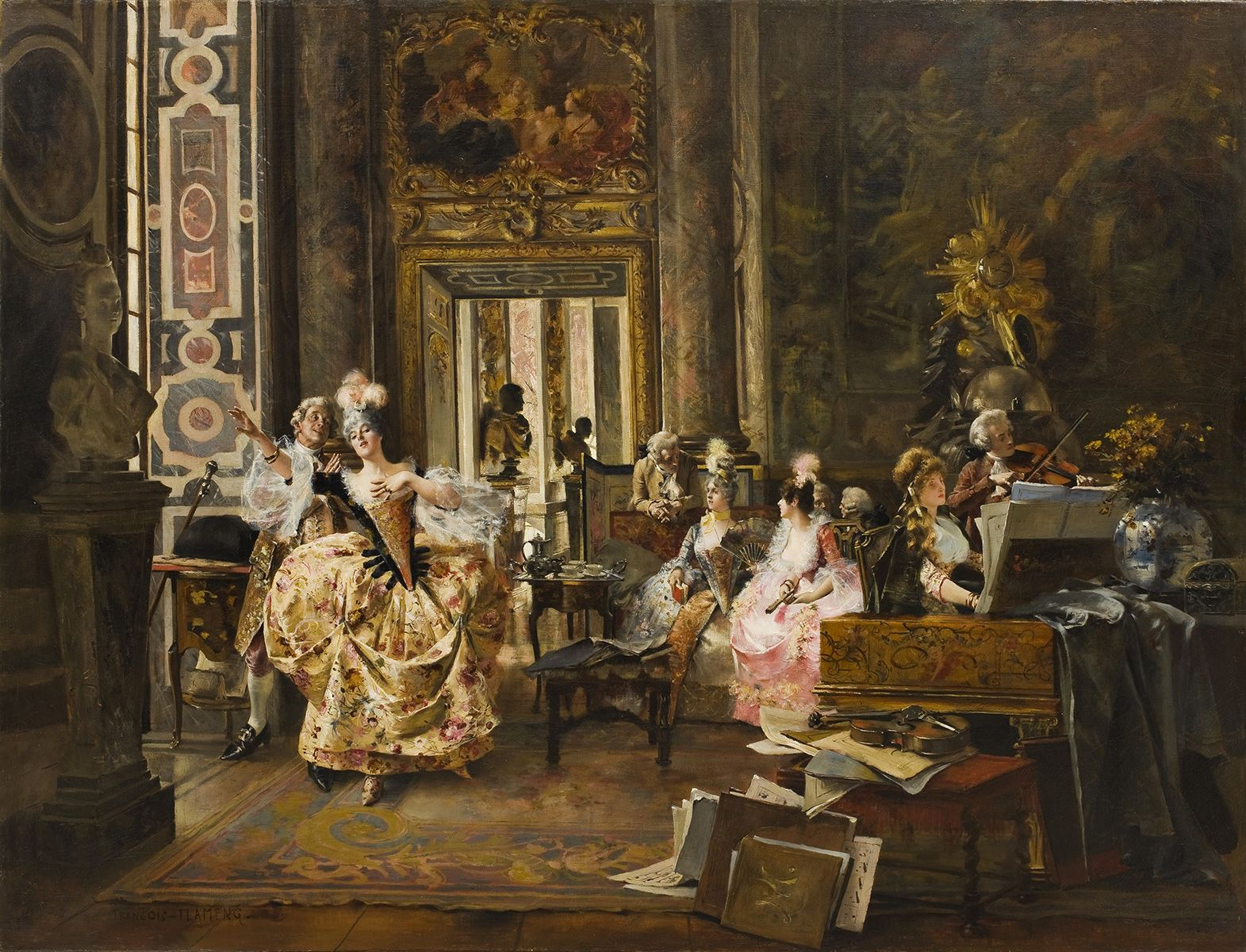
Концерт в Версале.
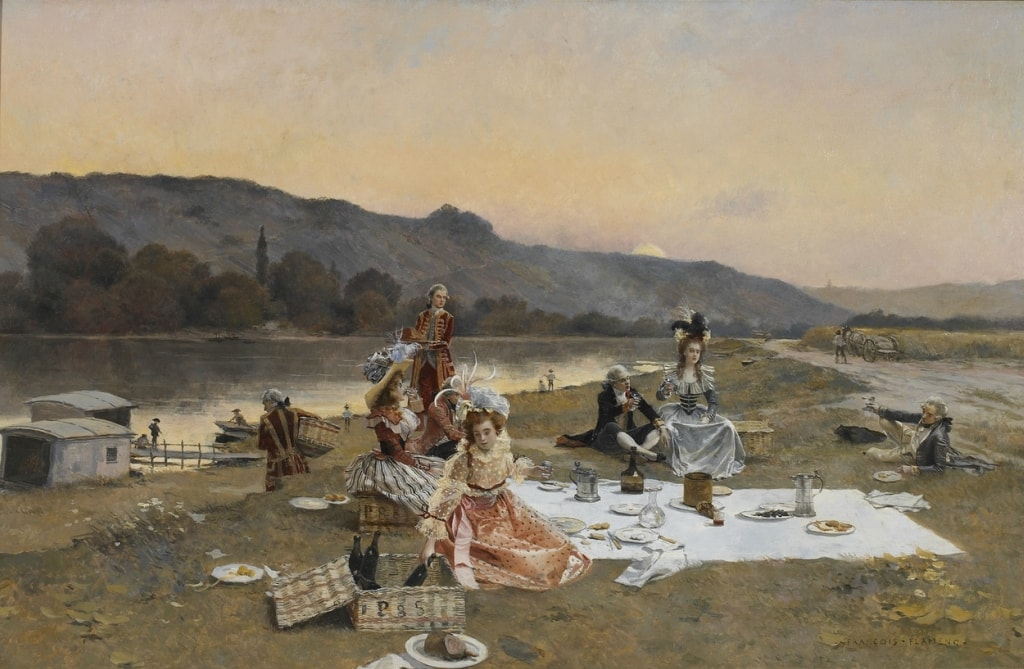
Пикник (1885).
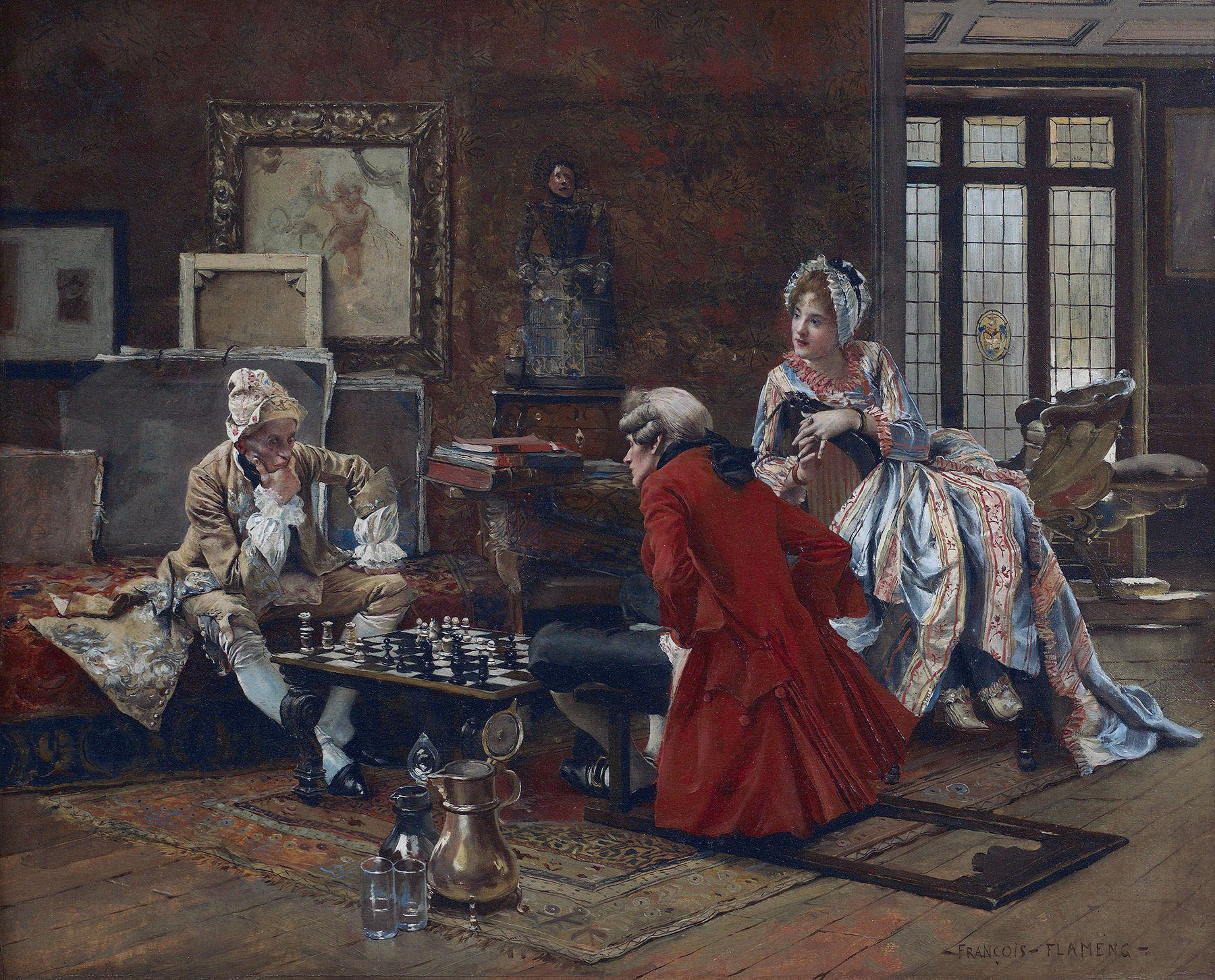
Шахматная партия.
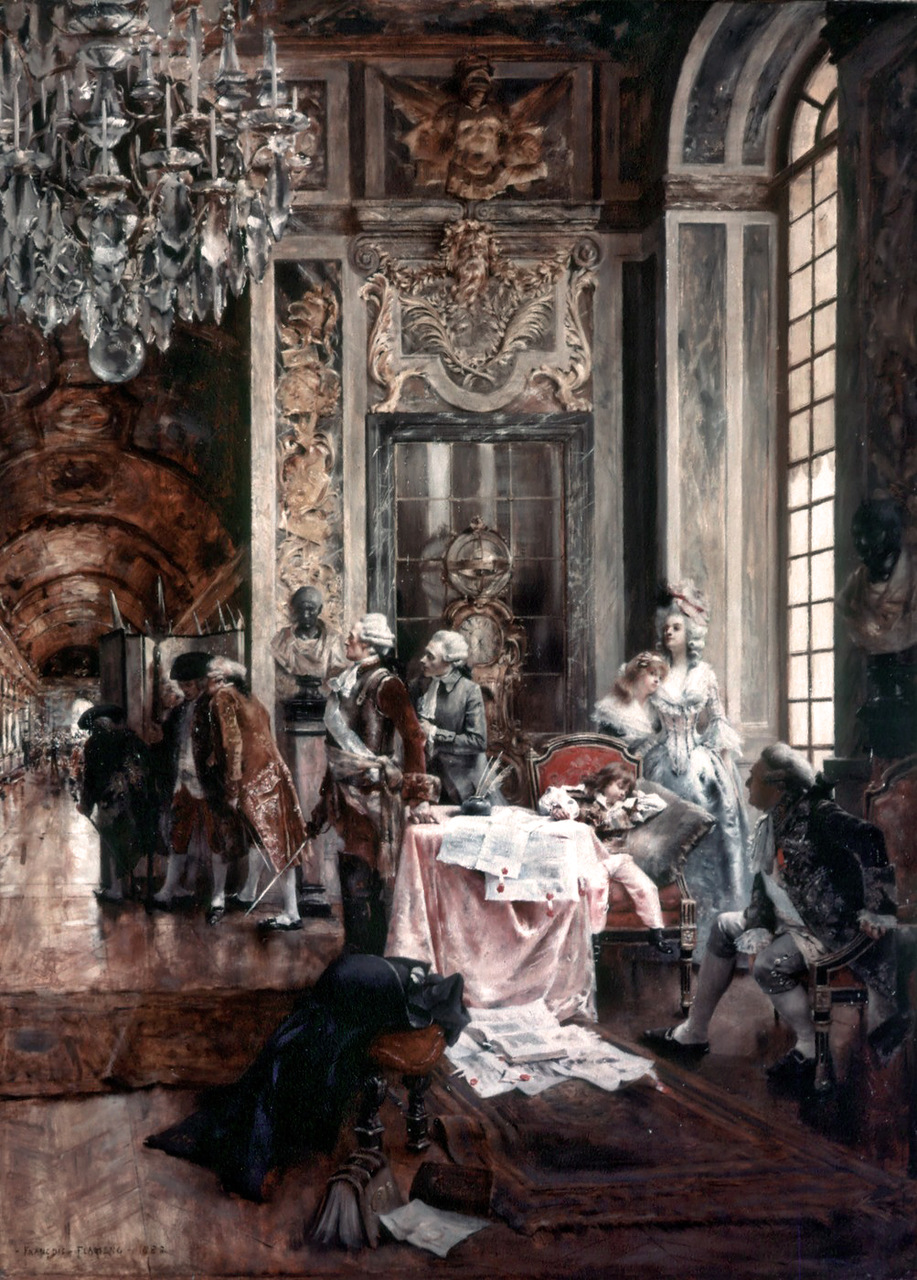
Народ входит в Версаль.
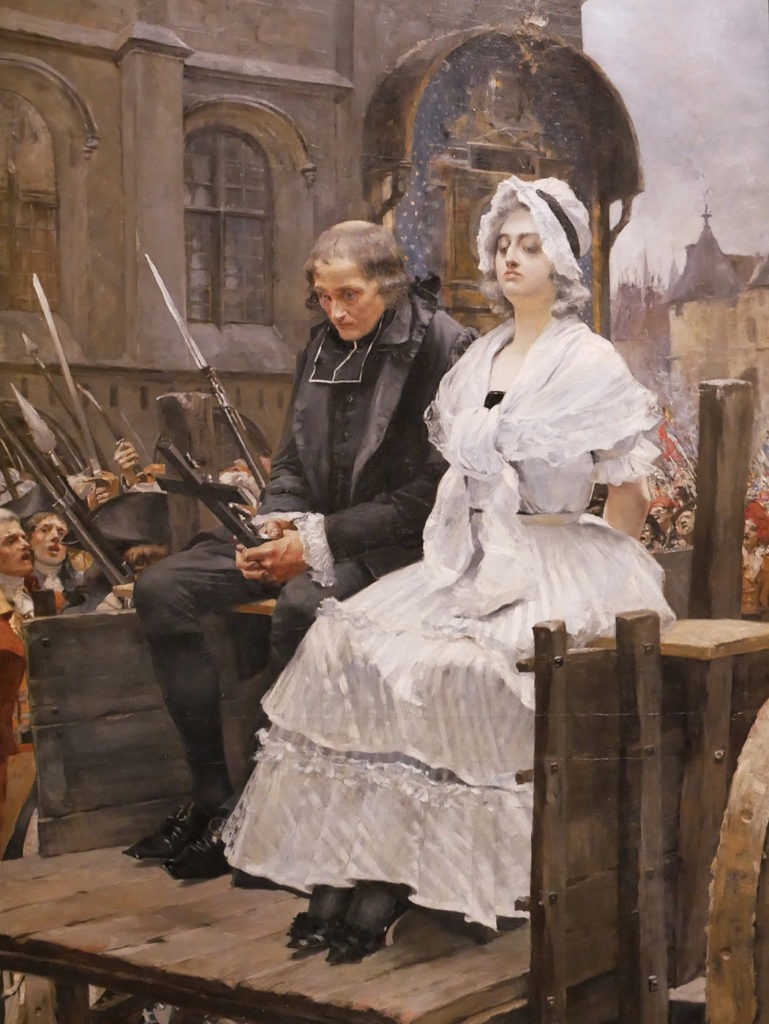
Марию-Антуанетту везут на казнь (1885). Музей французской революции.
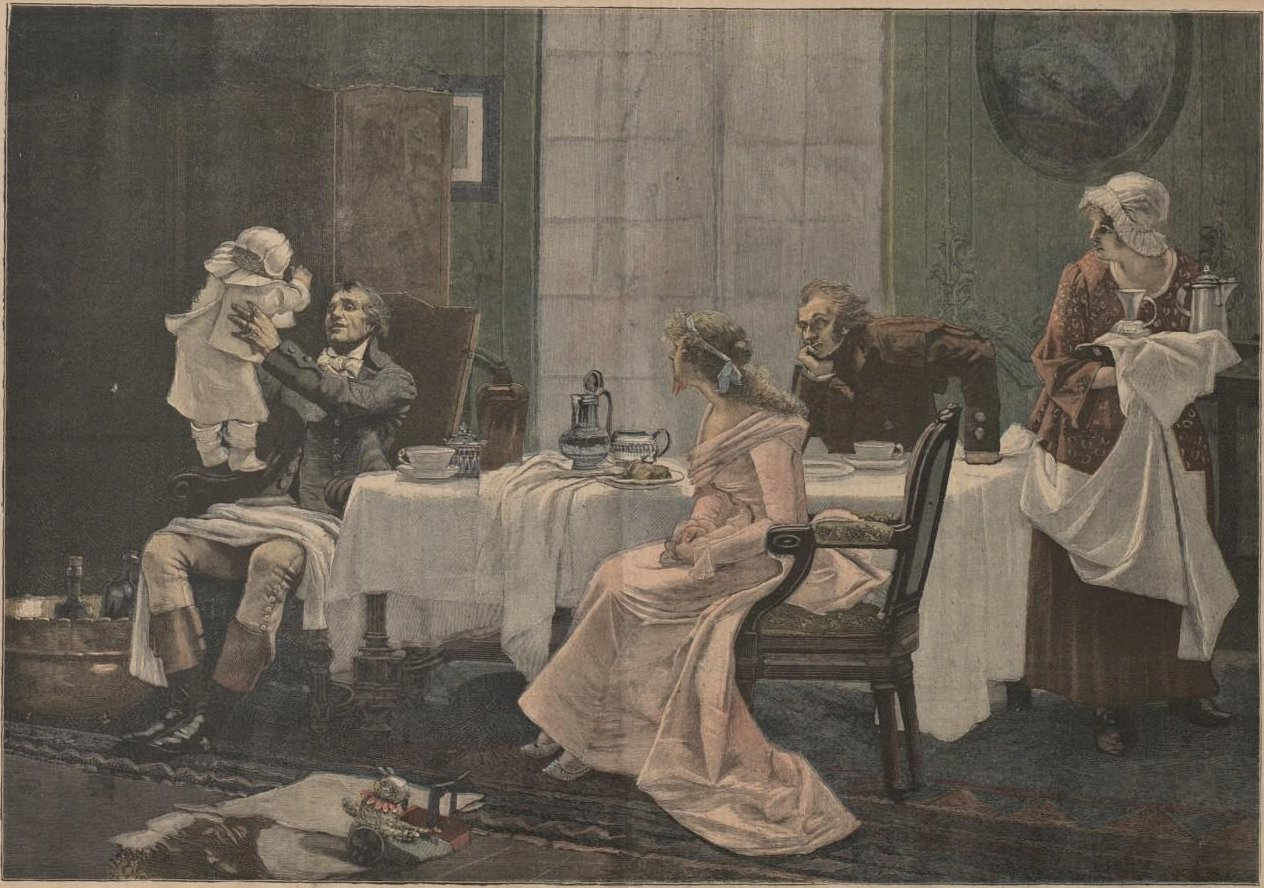
Ужин Камиля Демулена.
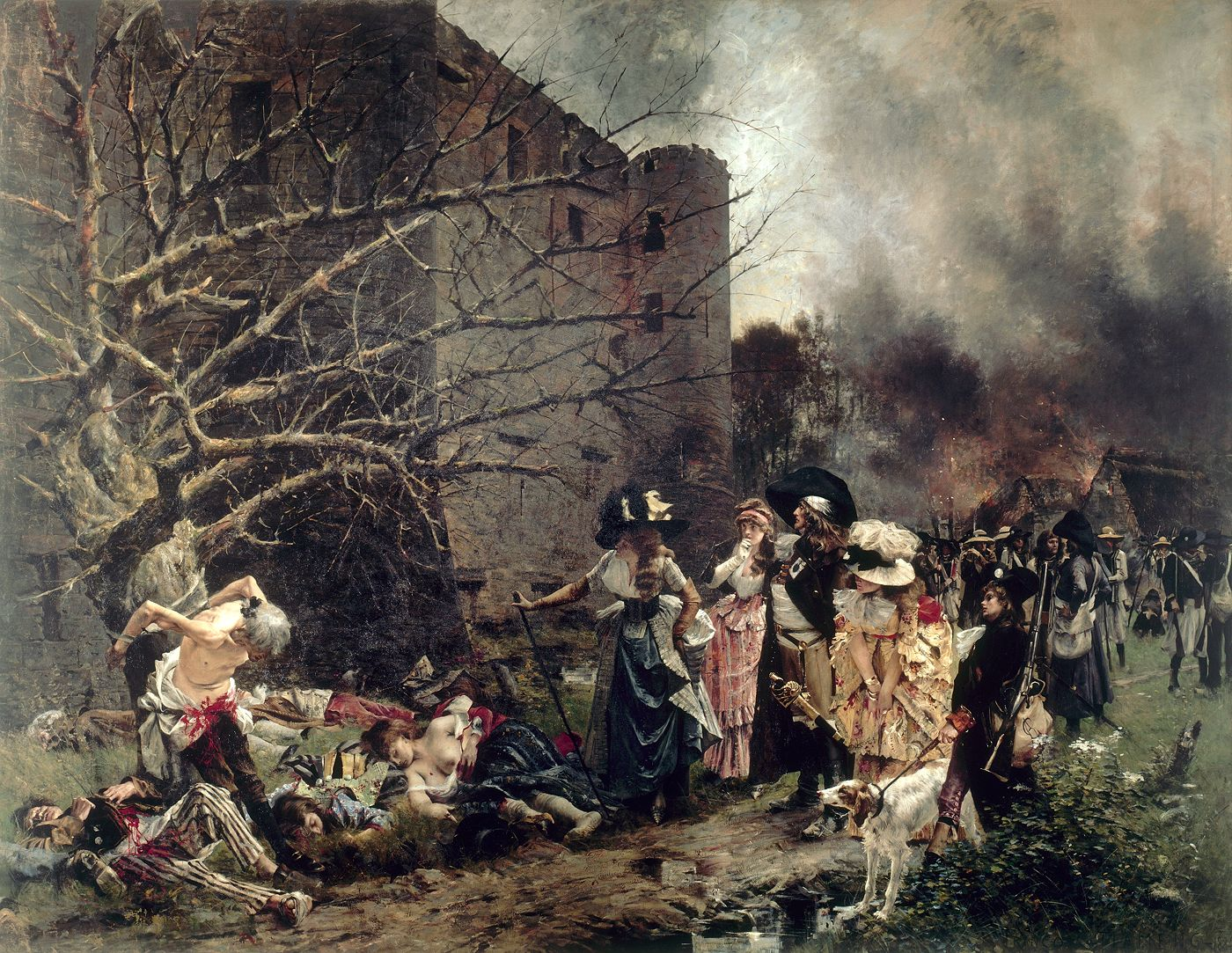
Резня в Машкуле (1884). Музей истории и искусств Шоле.

### Наполеоновская эпоха

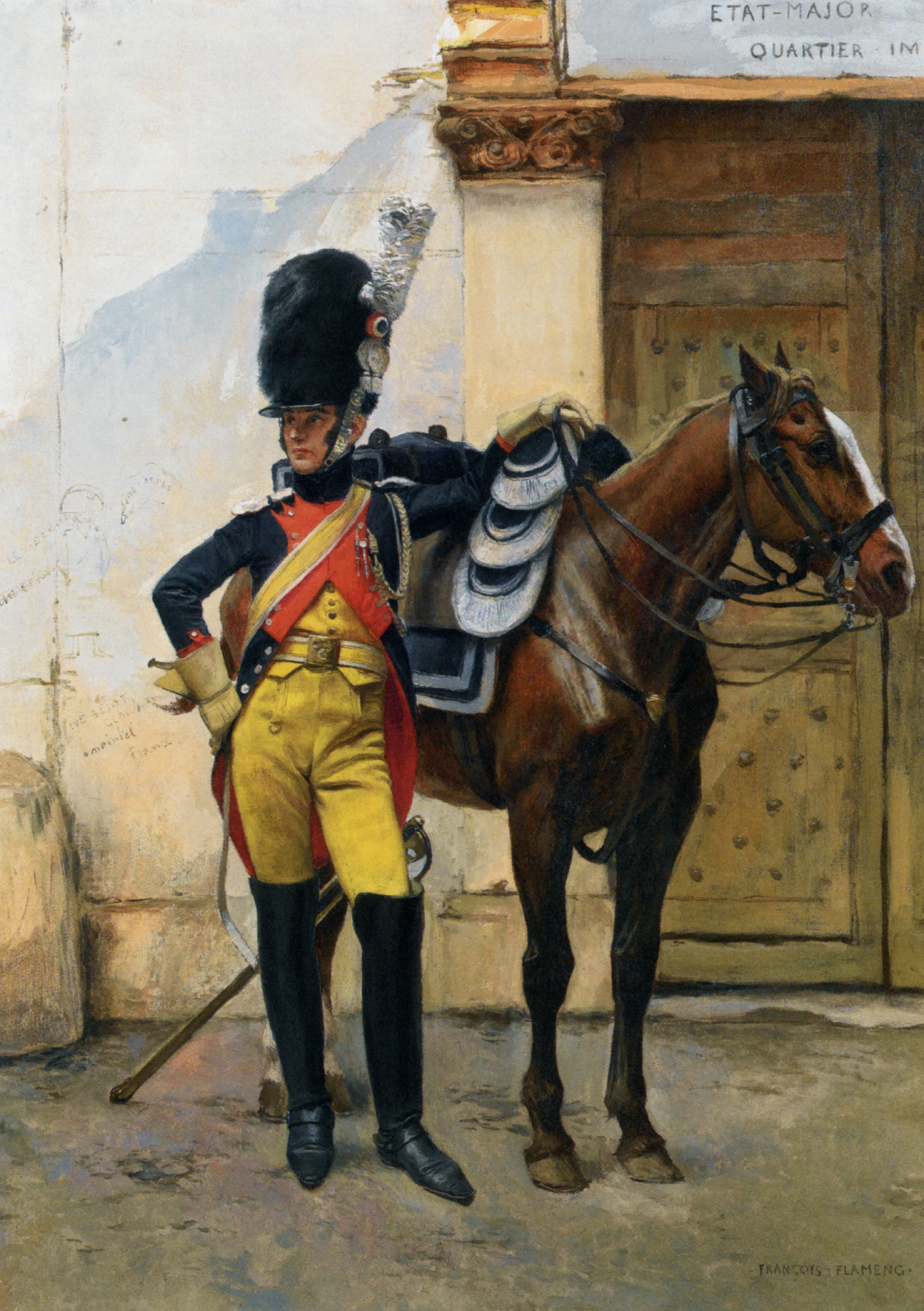
Конный гренадер наполеоновской гвардии.
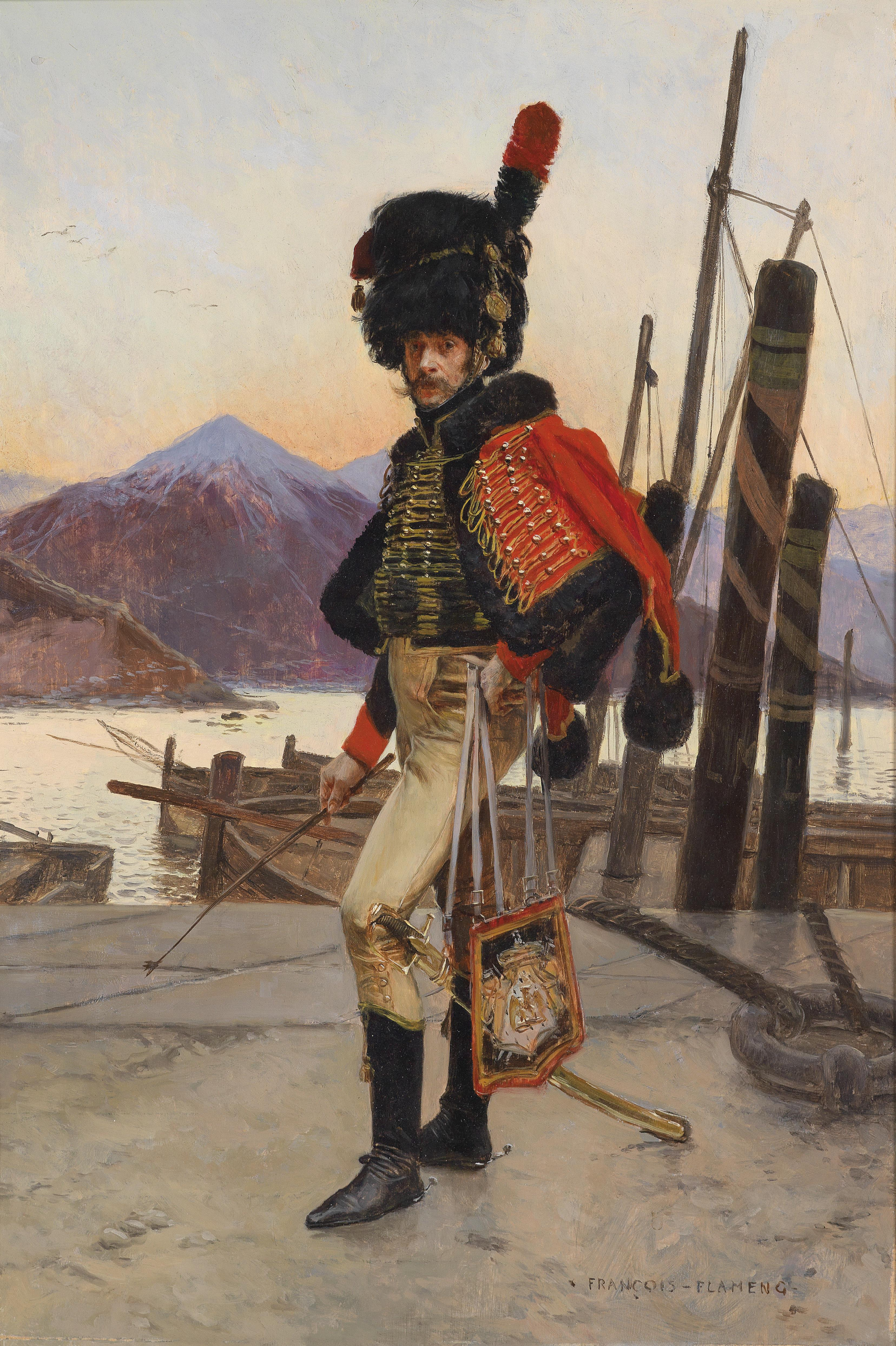
Конный егерь наполеоновской гвардии.
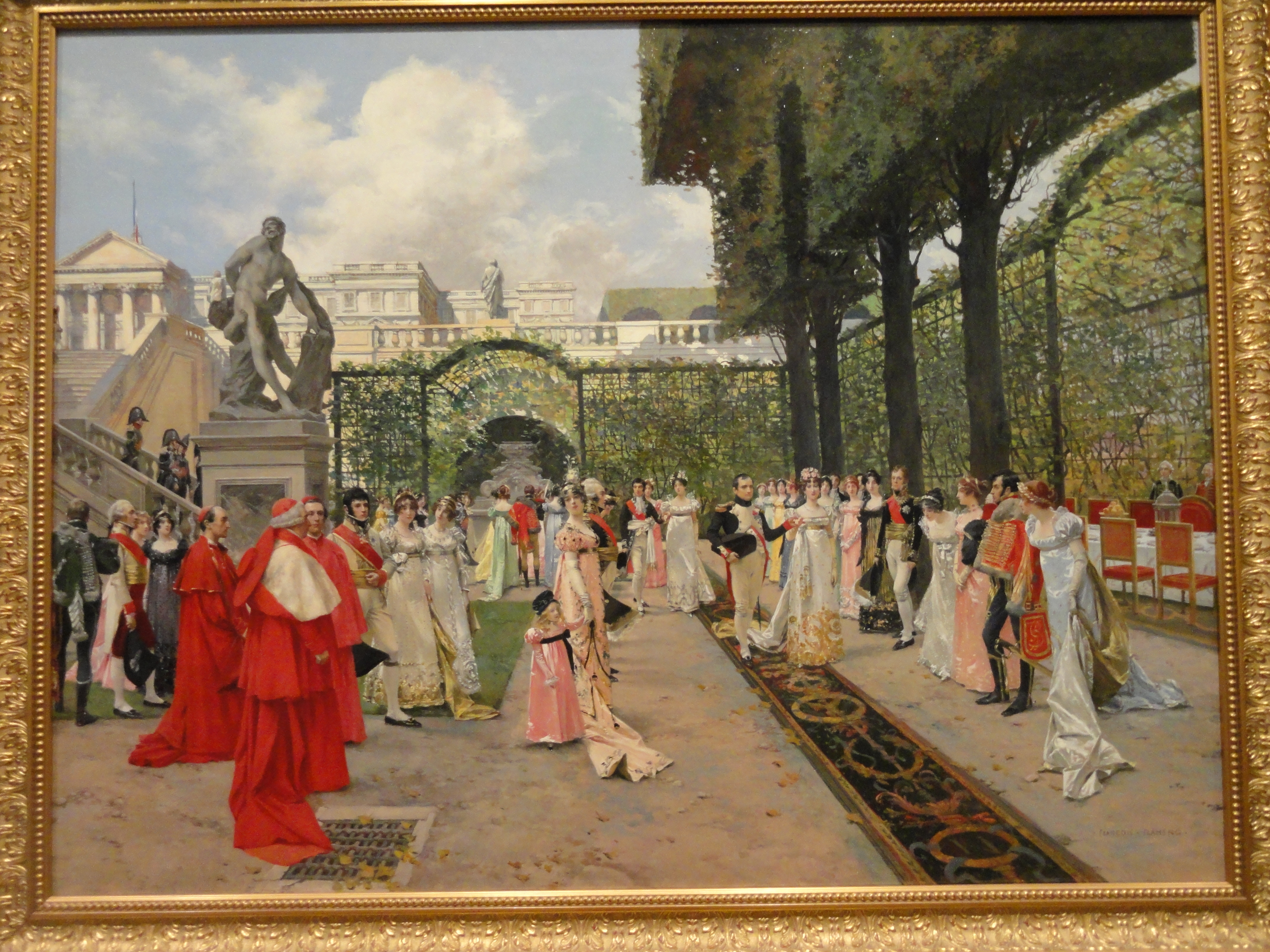
Наполеоновский приём в Компьенском дворце. Государственный Эрмитаж.
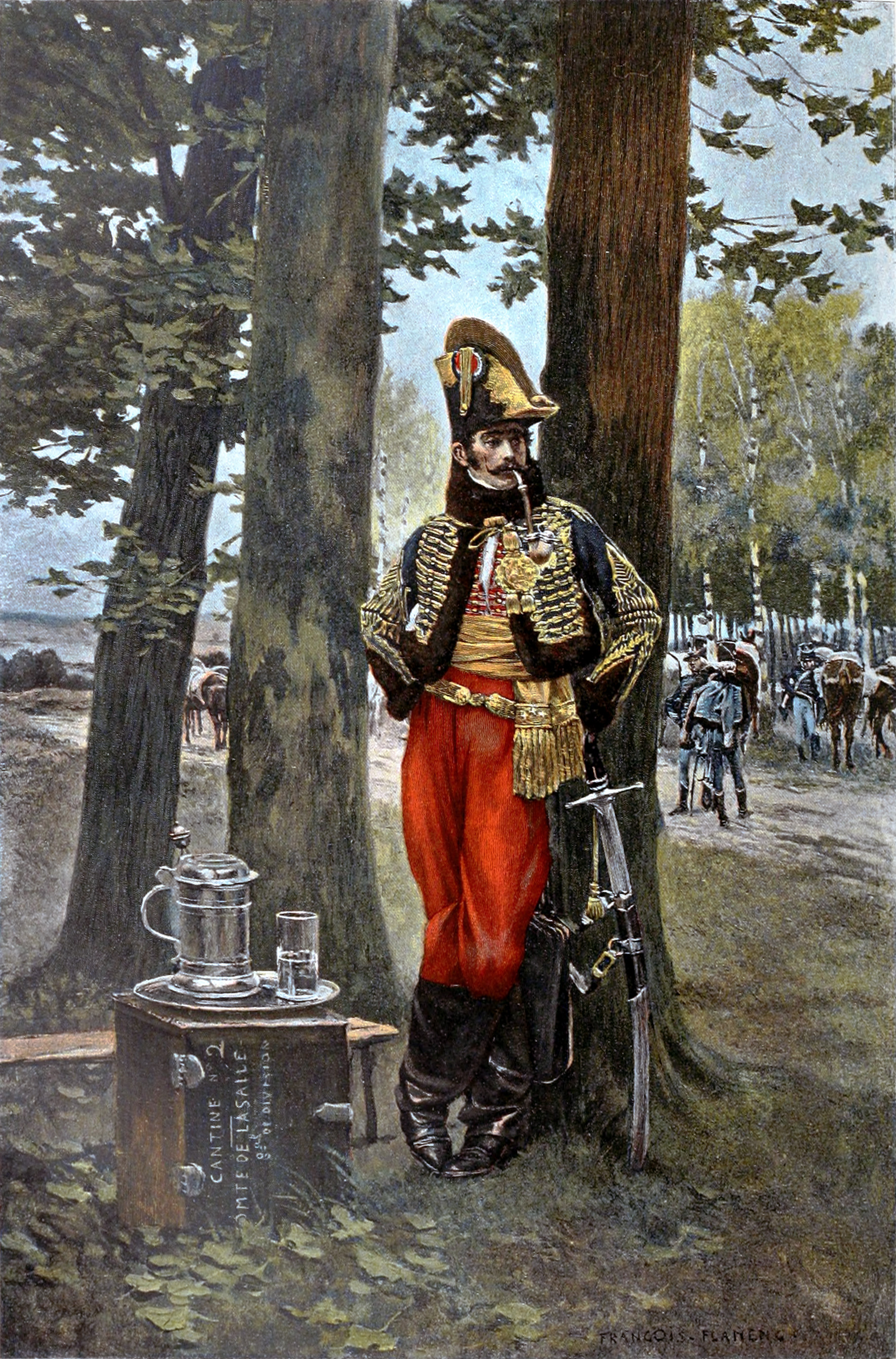
Генерал Лассаль (1906).

### Салонная живопись

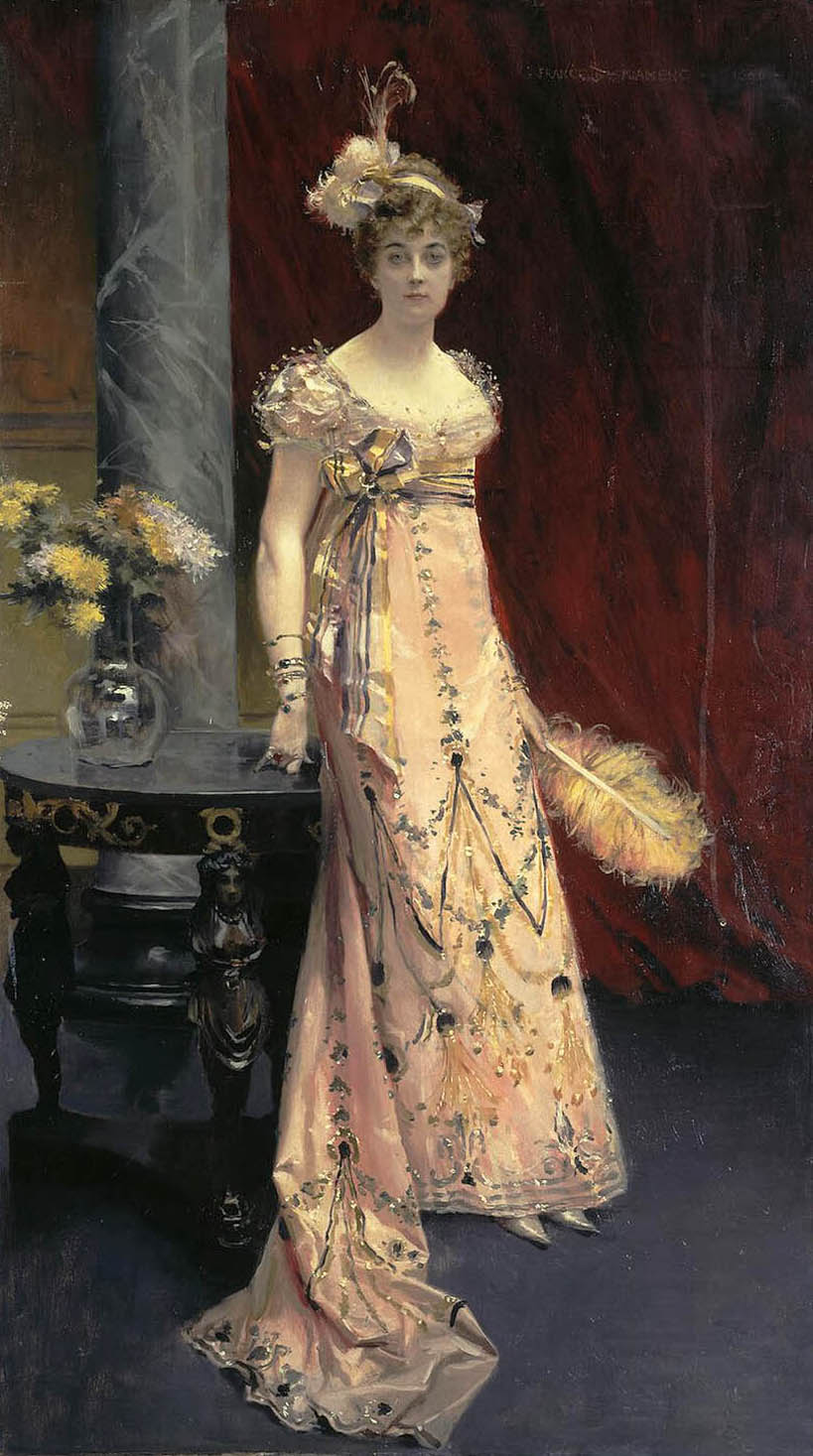
Княгиня Дарья Евгеньевна Кочубей (Дора Лейхтенбергская) (1896). Государственный Эрмитаж.
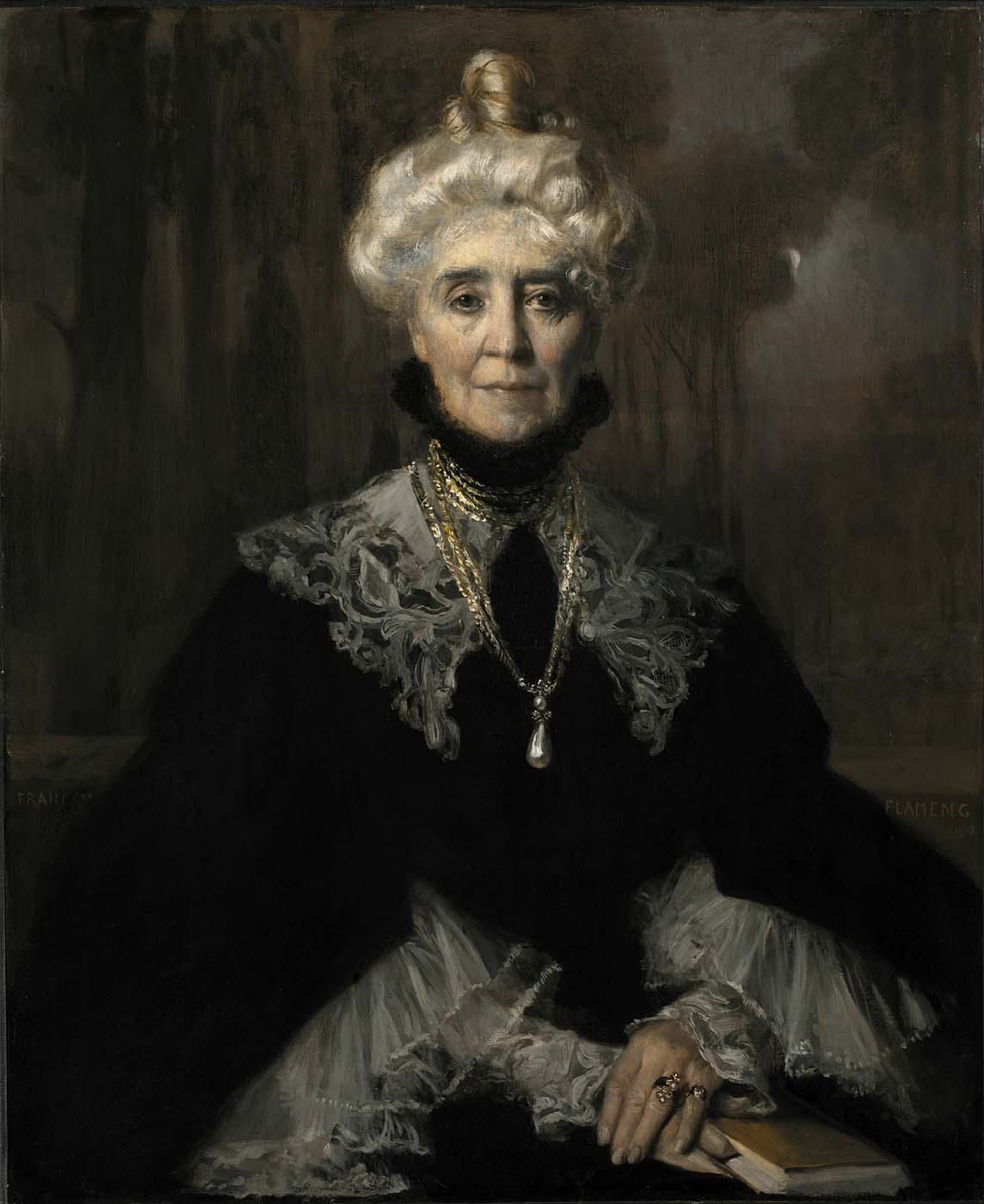
Портрет Аделины Нобль (1903). Смитсоновский музей американского искусства, Вашингтон, округ Колумбия, США.
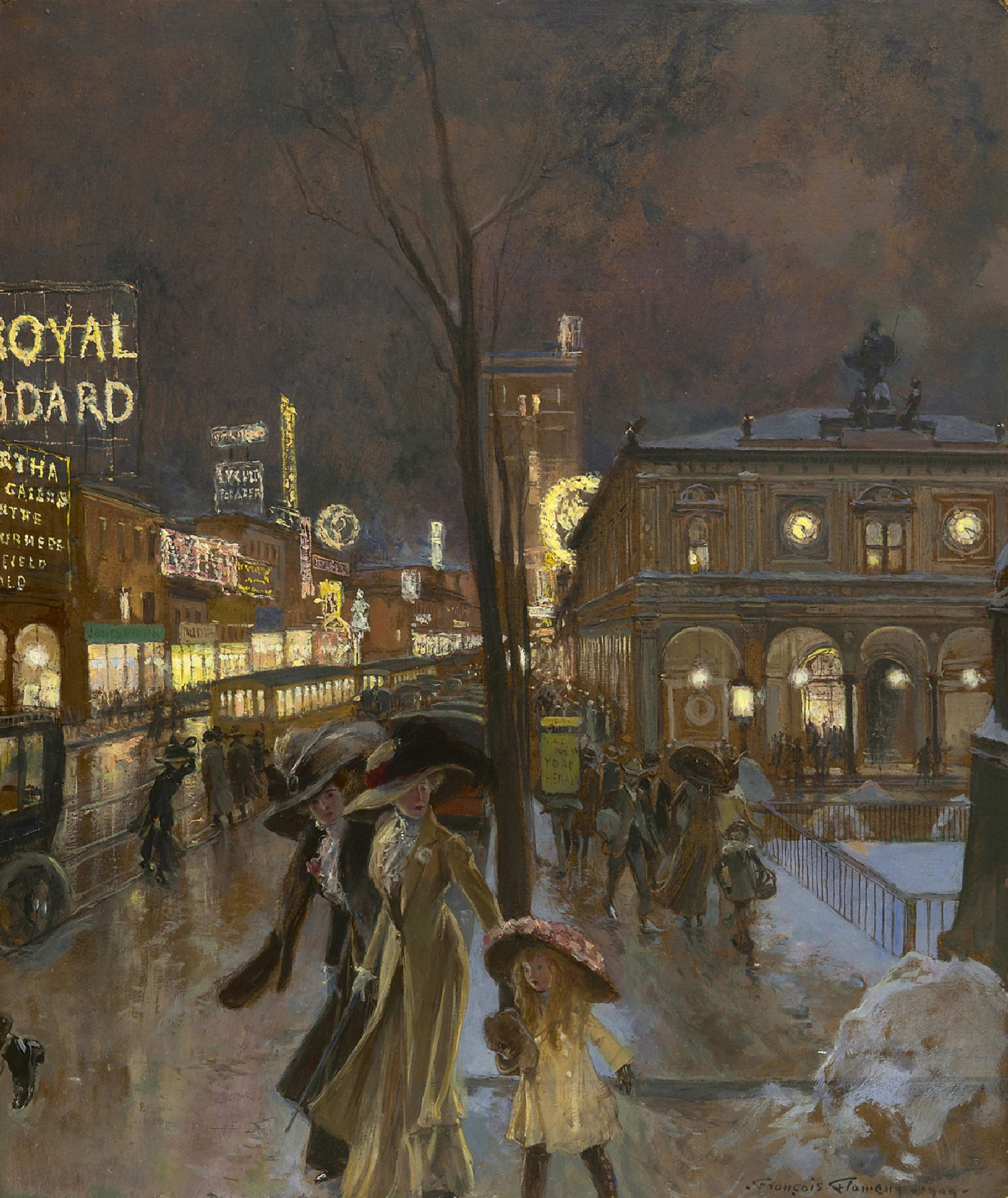
Зимний вечер в Нью-Йорке. 1 января 1909.
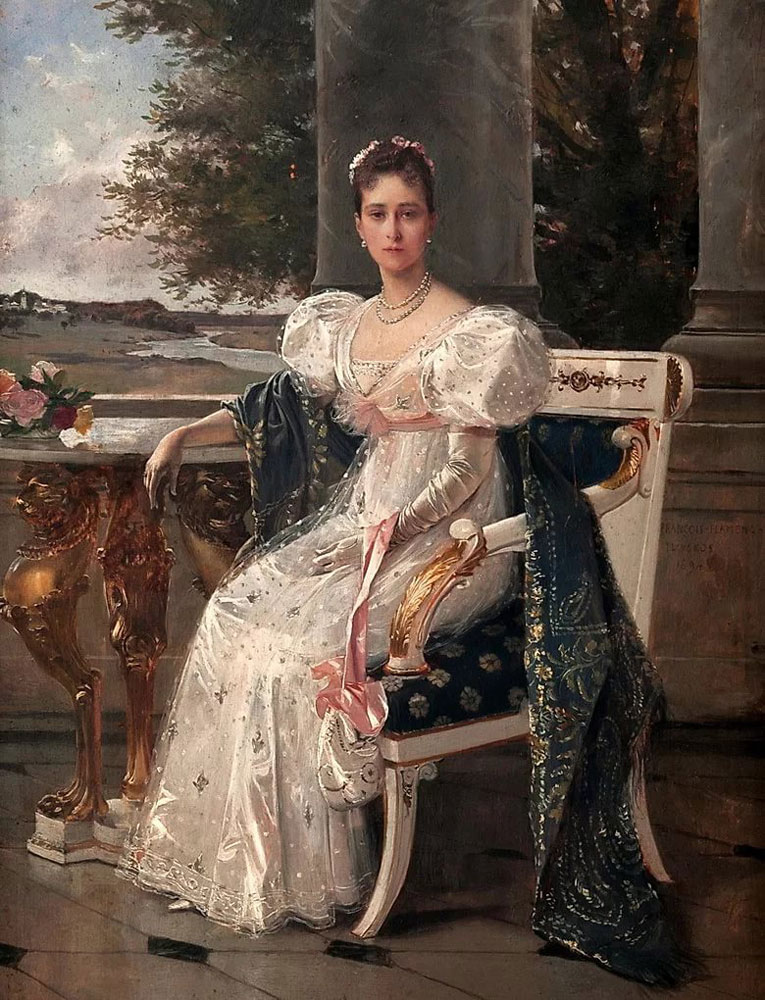
Великая княгиня Елизавета Фёдоровна (1894). Музей-заповедник «Царское село».

### Первая мировая война

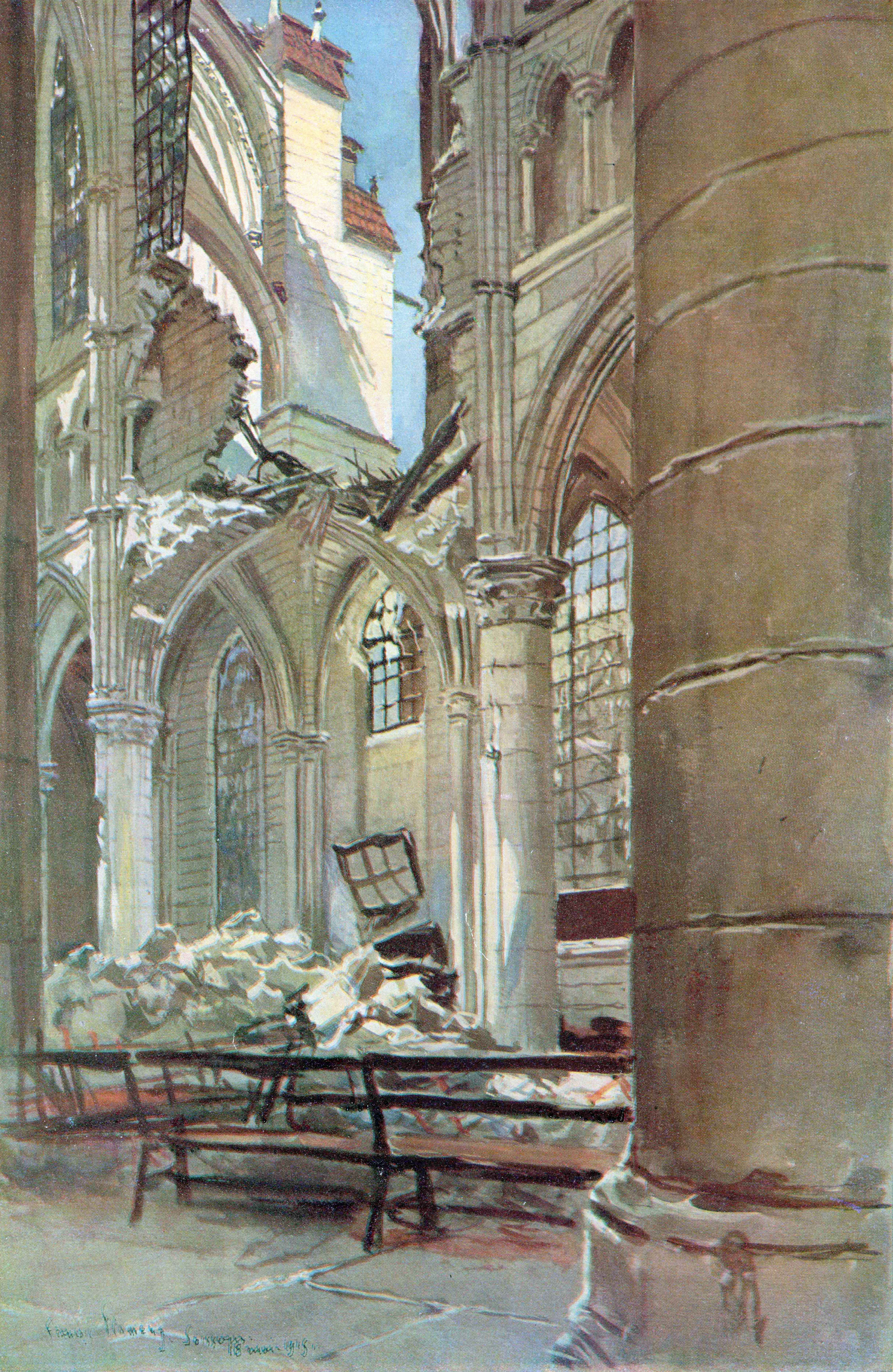
30 октября 1915, Кафедральный собор Суассона после обстрела.
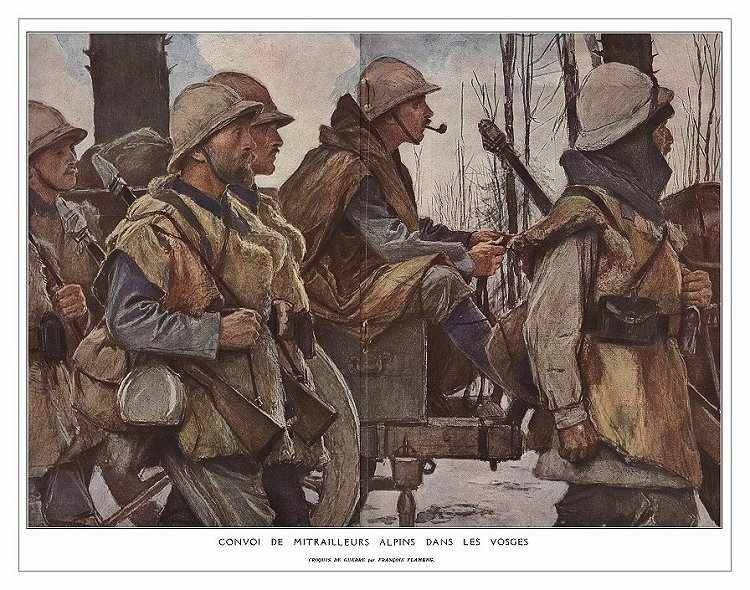
Первая мировая война. Рота пулемётчиков на фоне зимних Вогезов.
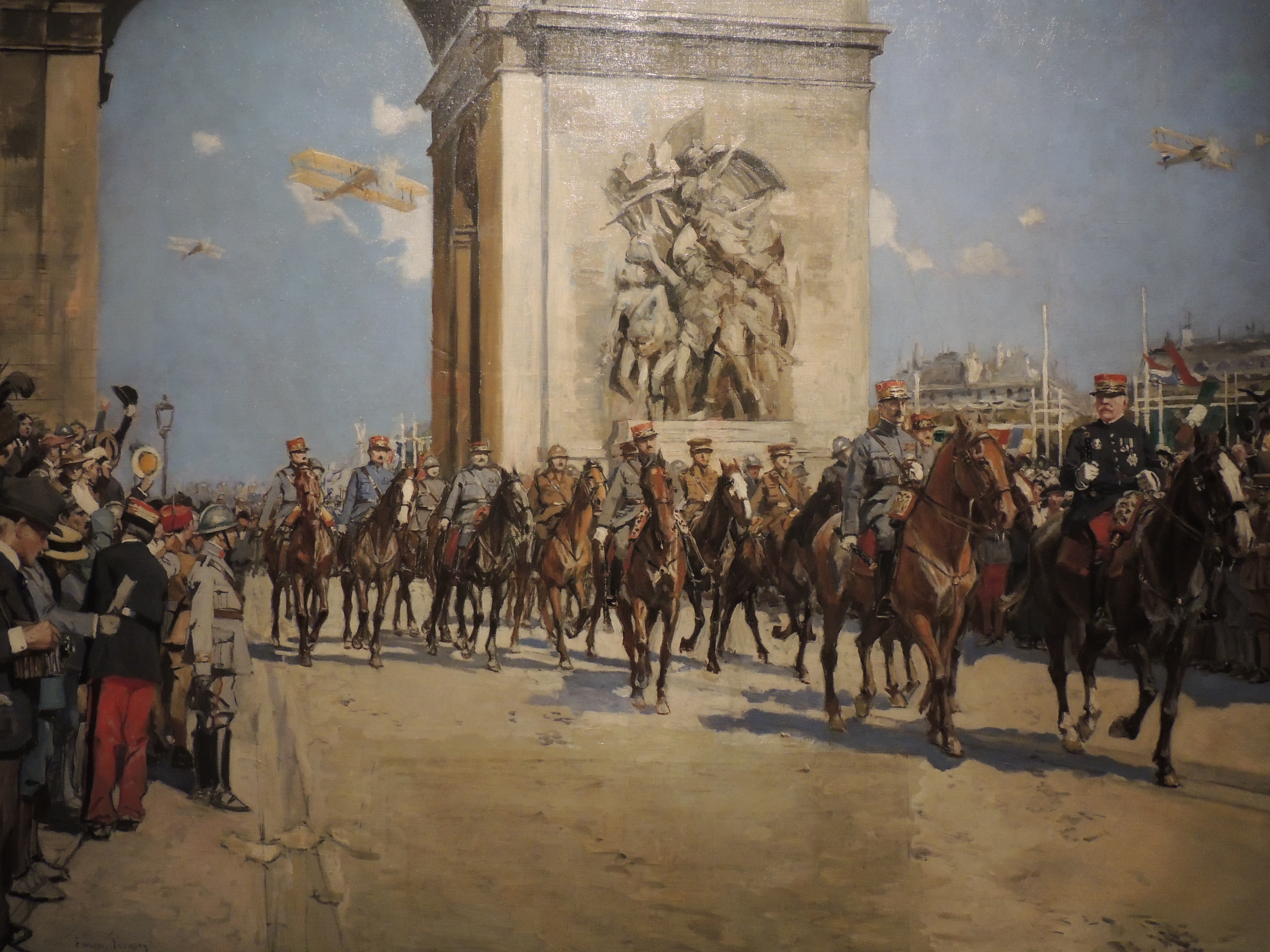
Парад победы в Париже 14 июля 1919 года. Музей армии (Париж).
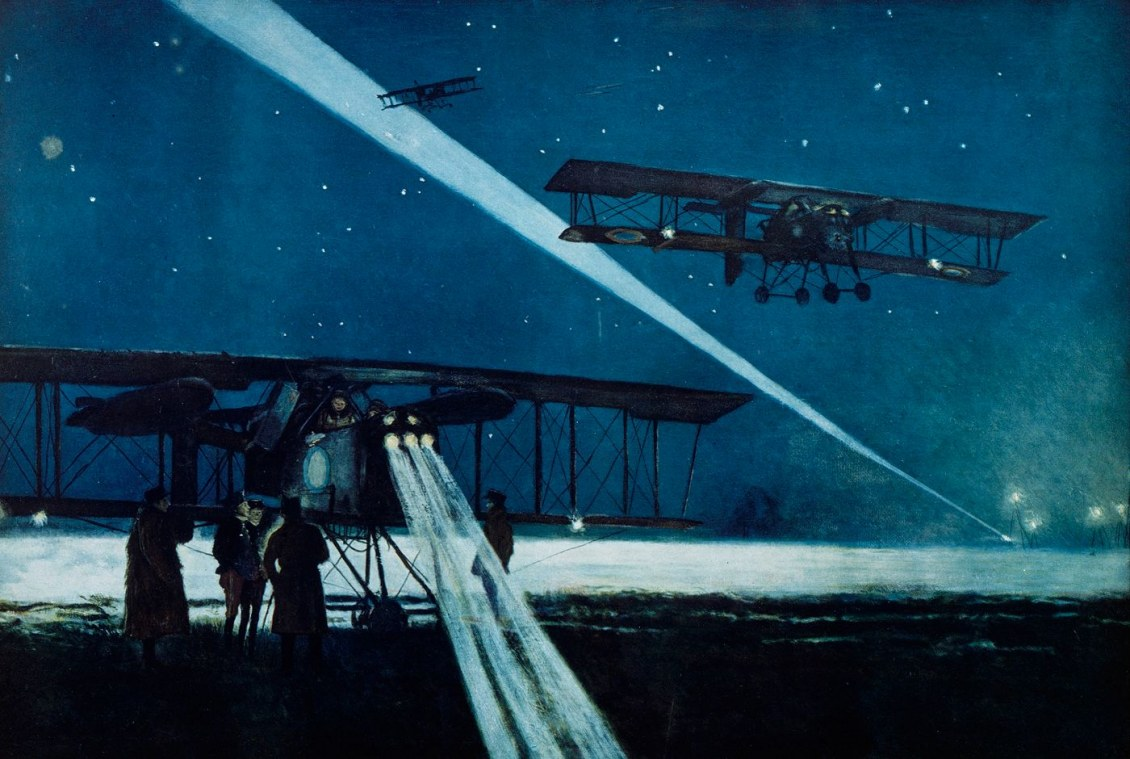
Возвращение с боевого вылета (1918). Музей армии (Париж).